# Iberia-Flug 261
Am 16. September 1966 musste eine von der Spantax für die Iberia betriebene Douglas  DC-3/C-47A-75-DL auf dem Iberia-Flug 261 (Flugnummer: IB261, Funkrufzeichen: IBERIA 261), einem Inlandslinienflug von Teneriffa nach La Palma, nach einem Triebwerksproblem im Atlantischen Ozean notgewassert werden. Bei der anschließenden Evakuierung kam ein Passagier ums Leben.

## Maschine
Das Flugzeug war eine Douglas DC-3 der Baureihe C-47A-75-DL, die im Werk der Douglas Aircraft Company in Long Beach, Kalifornien gebaut und am 7. Januar 1944 mit der Werknummer 19410 und dem militärischen Luftfahrzeugkennzeichen 42-100947 an die United States Army Air Forces (USAAF) ausgeliefert wurde. Die Maschine war im Zweiten Weltkrieg bei der Twelfth Air Force in Nordafrika im Einsatz. Nach dem Krieg wurde die C-47 als Überbestand der USAAF kategorisiert und ausgeflottet. Die Maschine wurde nach Spanien verkauft und zu einer zivilen DC-3 umgebaut. Das Flugzeug ging dann im Dezember 1947 mit dem Luftfahrzeugkennzeichen EC-DAY bei der Iberia in Betrieb. Im Juni 1951 ging die Maschine dann an die Spantax, die sie als EC-ACX zuließ. Die DC-3 wurde von zwei Doppelsternmotoren Pratt & Whitney R-1830-92 Twin Wasp mit je 1200 PS Leistung angetrieben. Zum Zeitpunkt des Unfalls hatte die Maschine eine kumulierte Gesamtbetriebsleistung von 25.134 Betriebsstunden.

## Passagiere und Besatzung
Den inländischen Linienflug vom Flughafen Los Rodeos auf Teneriffa zum Flughafen von La Palma hatten 24 Passagiere angetreten. Es war eine dreiköpfige Besatzung an Bord, bestehend aus einem Flugkapitän, einem Ersten Offizier und einer Flugbegleiterin.
Der Flugkapitän verfügte über 5000 Stunden Flugerfahrung, von denen er 3500 Stunden im Cockpit der Douglas DC-3 absolviert hatte. Der Erste Offizier hatte insgesamt 1400 Flugstunden absolviert, darunter 350 im Cockpit der Douglas DC-3.

## Unfallhergang
Nur zwei Minuten nach dem Start vom Flughafen Los Rodeos überdrehte das linke Triebwerk. Als die üblichen Prozeduren, die bei Propellerüberdrehungen anzuwenden waren, nicht erfolgreich waren, versuchte der Flugkapitän, den Propeller in die Segelstellung zu bringen, was jedoch ebenfalls nicht gelang. Die Maschine verlor an Höhe und der Kapitän musste eine Notwasserung auf dem Meer vornehmen. Nach der Notwasserung wurde eine zügige Evakuierung der Maschine vorgenommen. Während der Evakuierung behinderte ein Passagier diese. Die Maschine sank fünf Minuten nach der Notwasserung. Bis auf den Passagier, der die Evakuierung behindert hatte, konnten alle Insassen die Maschine verlassen. Der Passagier weigerte sich, die Maschine zu verlassen, und kam schließlich ums Leben, als diese unterging.

## Ursache
Die Unfalluntersuchung kam zu dem Schluss, dass es aufgrund eines überdrehenden Propellers an Triebwerk Nr. 1 zu dem Unfall gekommen war. Da das Wrack nie geborgen wurde, konnte die Ursache der Propellerfehlfunktion nicht geklärt werden.